# Luigi di Canossa

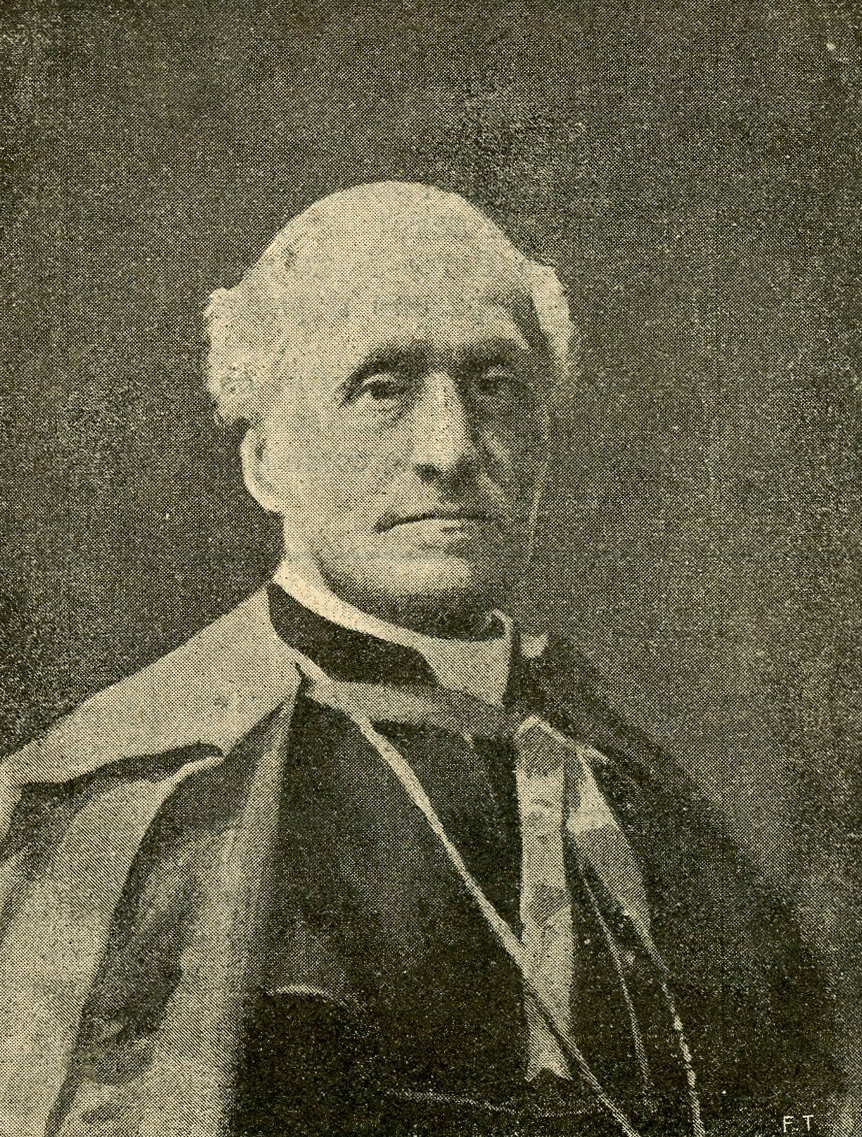
Luigi Kardinal di Canossa

Kardinalswappen

Luigi di Canossa SJ (* 20. April 1809 in Verona; † 12. März 1900 ebenda) war ein Kardinal der Römischen Kirche.

## Biografie
Luigi di Canossa entstammte der italienischen Adelsfamilie Canossa. Seine Eltern waren Bonifacio di Canossa und Francesca de’Castiglioni. Er besuchte in Verona die Grundschule. Am 25. März 1837 trat er der Ordensgemeinschaft der Jesuiten bei und legte zwei Jahre später 1839 die Ordensgelübde ab. Nach seiner Priesterweihe, die 1841 in Modena stattfand, war er als Dozent an Priesterseminaren der Jesuiten tätig, zeichnete allerdings auch als Prediger in verschiedenen italienischen Städten verantwortlich. Zuletzt wurde er Leiter des Priesterseminars in Reggio nell’Emilia.
1847 trat er nach einer Krankheit und mit Erlaubnis aus dem Orden der Jesuiten aus. Di Canossa wurde im Bistum Verona inkardiniert und 1857 zum Domherrn der Kathedrale von Verona bestimmt. Auch leitete er die diözesaneigene Bibliothek. Am 24. August 1861 wurde di Canossa zum Botschafter seiner Diözese bei Kaiser Franz Joseph I. von Österreich-Ungarn bestimmt.
Nur einen Monat später, am 30. September 1861, erfolgte di Canossas Ernennung zum Bischof des Bistums Verona. Die Bischofsweihe spendete ihn am 23. Januar 1862 Benedetto Riccabona de Reinchenfels, der damalige Bischof von Trient; Mitkonsekratoren waren Manfredo Giovanni Battista Bellati, Bischof von Ceneda, und Giovanni Corti, Bischof von Mantua. Im Jahr 1868 nahm Bischof di Canossa am Ersten Vatikanischen Konzil teil. Unmittelbar danach sollte di Canossa zum Erzbischof von Bologna ernannt werden, doch lehnte er wegen seiner Verbundenheit zu Verona seine Versetzung ab.
Im Konsistorium vom 12. März 1877 nahm Papst Pius IX. di Canossa als Kardinalpriester in das Kardinalskollegium auf und wies ihm am 20. März desselben Jahres die Titelkirche San Marcello zu. Ein Jahr später zählte di Canossa zu den Teilnehmern des Konklaves des Jahres 1878, in welchem Leo XIII. zum Papst gewählt wurde.
Nach einem Schlaganfall, den Kardinal di Canossa im Jahr 1891 erlitt, musste er seine seelsorgerischen Tätigkeiten stark einschränken. Von Juli 1899 bis zu seinem Tod acht Monate später war di Canossa der älteste lebende Kardinal der Kirche.
Luigi Kardinal di Canossa starb kurz vor seinem 91. Geburtstag. Er liegt heute in der Kirche San Zeno Maggiore in Verona begraben.